# Silver Cloud
Die Silver Cloud ist ein Kreuzfahrtschiff der Reederei Silversea Cruises mit Sitz in Monaco, welches 1994 in Dienst gestellt wurde. 

## Geschichte

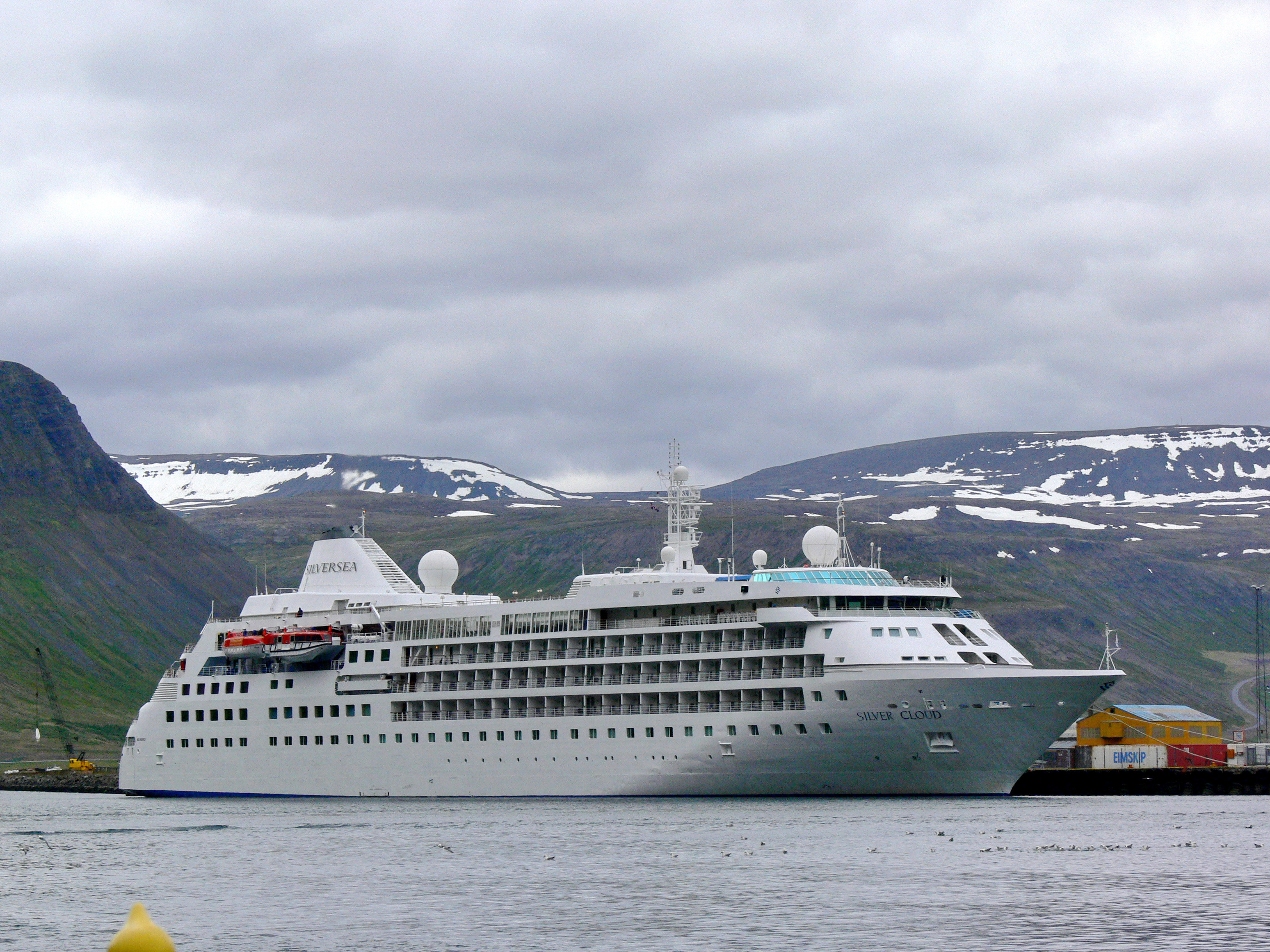
Die Silver Cloud vor dem Umbau zum Expeditionsschiff

Die Silver Cloud wurde im März 1994 abgeliefert und fährt seitdem unter der Flagge der Bahamas mit Heimathafen Nassau. Am 2. April 1994 lief das Schiff von Civitavecchia aus zur ersten Kreuzfahrt aus.
Die Silver Cloud erhielt knapp ein Jahr später mit der Silver Wind ein Schwesterschiff, das aber in der Innenaufteilung etwas abweicht.
Bei den Olympischen Spielen 2016 diente das Schiff in Rio de Janeiro als Hotelschiff.
Von August bis Oktober 2017 wurde das Schiff bei Palumbo Shipyard auf Malta zu einem Expeditionsschiff mit Eisklasse 1C umgebaut.

## Ausstattung
Den Passagieren stehen sechs der neun Decks zur Verfügung. Die 151 Kabinen 
(davon zwei behindertengerecht) werden von der Reederei alle als „Suiten“ bezeichnet und haben eine Mindestgröße von 22 m². Einige Suiten können mit drei Personen belegt werden, dann sind maximal 325 Passagiere möglich. Es gibt zwei Restaurants, ein Theater und einen Swimmingpool. Die Bordsprache ist Englisch.